# Colorado City (Arizona)
Colorado City ist ein Ort im Mohave County im Nordwesten des US-Bundesstaats Arizona, dem so genannten Arizona Strip. Obwohl die Stadt die Bezeichnung City im Namen führt, handelt es sich um eine Town. Das U.S. Census Bureau hat bei der Volkszählung 2020 eine Einwohnerzahl von 2.478 auf einer Fläche von 27,2 km² ermittelt. Die Bevölkerungsdichte liegt bei 91 Einwohner je km². Die Siedlung grenzt im Norden an Hildale in Utah, zusammen werden beide nach dem Bachlauf durch beide Ortschaften als Short Creek bezeichnet. Colorado City wird durch die Arizona State Route 389 nach Osten zum U.S. Highway 89A erschlossen und durch die Utah State Route 59 nach Nordwesten Richtung Hurricane.
Der Ort wurde 1913 gegründet von Anhängern der Fundamentalistischen Kirche Jesu Christi der Heiligen der Letzten Tage, eines Ablegers der Kirche Jesu Christi der Heiligen der Letzten Tage („Mormonen“), und ist bis heute ein Siedlungsschwerpunkt der Kirchenangehörigen.
Im US-Zensus für das Jahr 2010 wurde Colorado City als „jüngste Stadt“ der USA ermittelt mit einem mittleren Alter von 12,6 Jahren.

## Verkehr
Im Dorf befindet sich der Flugplatz Colorado City Municipal Airport. Durch Colorado City verläuft die Arizona State Route 389.